# Municipio de Montague (Míchigan)
El municipio de Montague (en inglés: Montague Township) es un municipio ubicado en el condado de Muskegon en el estado estadounidense de Míchigan. En el año 2010 tenía una población de 1600 habitantes y una densidad poblacional de 32,02 personas por km².

## Geografía
El municipio de Montague se encuentra ubicado en las coordenadas 43°27′3″N 86°21′3″O / 43.45083, -86.35083. Según la Oficina del Censo de los Estados Unidos, el municipio tiene una superficie total de 49.97 km², de la cual 48,12 km² corresponden a tierra firme y (3,7 %) 1,85 km² es agua.

## Demografía
Según el censo de 2010, había 1600 personas residiendo en el municipio de Montague. La densidad de población era de 32,02 hab./km². De los 1600 habitantes, el municipio de Montague estaba compuesto por el 94,31 % blancos, el 0,69 % eran afroamericanos, el 0,75 % eran amerindios, el 0,25 % eran asiáticos, el 1,25 % eran de otras razas y el 2,75 % eran de una mezcla de razas. Del total de la población el 4,88 % eran hispanos o latinos de cualquier raza.